# Croquetteland
 (avril 2020).
Croquetteland est une entreprise française de commerce en ligne d'alimentation vétérinaire et d’accessoires pour les animaux de compagnie. 
L’entreprise a été créée en 2000 par deux vétérinaires.
Depuis 2016, Croquetteland est une filiale du groupe Carrefour qui détient la majorité du capital de l’entreprise.

## Historique
Création de l’entreprise en 2000 par Jean Stéphane Pouvreau et Jean-Luc Besson à Meyzieu.
En 2010, la start-up lève 1 million d’euros auprès de Rhône-Alpes PME Gestion, Sigefi Ventures Gestion et Crédit Agricole Création.
En 2011, l’entreprise créé SeasonFit, une marque de croquettes dédiée aux besoins nutritionnels des animaux. 
En 2016, le groupe Carrefour  sous la direction de Georges Plassat rachète l’entreprise. Pascal Bardot devient le responsable de Croquetteland.
En 2019, Croquetteland devient partenaire de la Grande Odyssée, une course européenne de chiens de traîneaux dans les Alpes en créant le trophée Croquetteland.
La société apparaît à la 5ème place dans le classement des animaleries en ligne créé par le magazine Capital. 
En 2020, le musher Philipe Desmurger remporte le Trophée Croquetteland.

## Évolution de l'identité visuelle

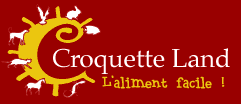
Logo (2000-2008)
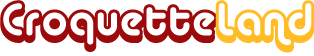
Logo (2008-2009)
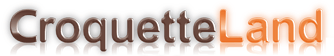
Logo (2009-2011)
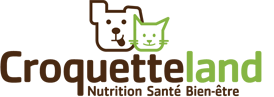
Logo actuel (depuis 2011)

### Évolution des slogans
- 2000-2008 : L’aliment facile !

- 2008-2011 : Votre animal nourri en 1 seul clic !

- Depuis 2011 : Nutrition, Santé, Bien-être